# Marcin Kurek
Pour les articles homonymes, voir Kurek.
Marcin Kurek, né le 12 juin 1970 à Świebodzin, est un poète et traducteur polonais, professeur d'université spécialiste de littérature espagnole et ibéro-américaine.

## Œuvres
Sa première œuvre publiée est Monolog wieczorny (1997). En 2010 il a obtenu pour son poème Oleander le Prix Kościelski.
Il a publié des traductions de Francis Ponge, Arthur Rimbaud, Abdelkebir Khatibi, Luis Buñuel, Jean-Pierre Richard, David Huerta.
Pour sa traduction 62 wierszy (62 poèmes) de l'auteur catalan Joan Brossa, il a reçu le prix Littérature du Monde en 2006.
Il est professeur de littérature ibéro-américaine à l'Université de Wrocław.